# ئی‌وی‌اس
ئی‌وی‌اس (انگلیسی: EVS) شرکت رسانه‌ای بلژیکی است، که در سال ۱۹۹۴ تأسیس شد.